# 赫雷比夫卡 (赫梅利尼茨基州)
48°41′39″N 27°17′56″E / 48.69417°N 27.29889°E
赫雷比夫卡（羅馬化：Hlybivka）是烏克蘭西部的村莊，隸屬赫梅利尼茨基州的卡緬涅茨-波多利斯基區。該村始建於1670年，面積1.15平方公里，海拔高度155米，2001年人口278，人口密度每平方公里272.3人。